# Ponte de Vagos e Santa Catarina
Ponte de Vagos e Santa Catarina (oficialmente: União das Freguesias de Ponte de Vagos e Santa Catarina) é uma freguesia portuguesa do município de Vagos, com 13,32 km² de área e 2883 habitantes (censo de 2021). A sua densidade populacional é 216,4 hab./km².

## História
Foi criada aquando da reorganização administrativa de 2012/2013, resultando da agregação das antigas freguesias de Ponte de Vagos e Santa Catarina.

## Demografia
A população registada nos censos foi:
| Distribuição da População por Grupos Etários | Distribuição da População por Grupos Etários | Distribuição da População por Grupos Etários | Distribuição da População por Grupos Etários | Distribuição da População por Grupos Etários | Distribuição da População por Grupos Etários |
| -------------------------------------------- | -------------------------------------------- | -------------------------------------------- | -------------------------------------------- | -------------------------------------------- | -------------------------------------------- |
| Antes da agregação                           |                                              |                                              |                                              |                                              |                                              |
| Ano                                          | 0-14 anos                                    | 15-24 anos                                   | 25-64 anos                                   | >= 65 anos                                   | Total                                        |
| 2001                                         | 546                                          | 442                                          | 1440                                         | 351                                          | 2779                                         |
| 2011                                         | 408                                          | 374                                          | 1515                                         | 484                                          | 2781                                         |
| Após a agregação                             |                                              |                                              |                                              |                                              |                                              |
| Ano                                          | 0-14 anos                                    | 15-24 anos                                   | 25-64 anos                                   | >= 65 anos                                   | Total                                        |
| 2021                                         | 382                                          | 298                                          | 1531                                         | 672                                          | 2883                                         |